# Halichoeres aestuaricola
 Halichoeres aestuaricola és una espècie de peix de la família dels làbrids i de l'ordre dels perciformes.

## Morfologia
Els mascles poden assolir els 22 cm de longitud total.

## Distribució geogràfica
Es troba des del Golf de Califòrnia fins a Colòmbia.